# 下関農業協同組合
下関農業協同組合(しものせきのうぎょうきょうどうくみあい)は、 かつて下関市秋根北町に本部を置いていた農業協同組合。JA下関。

## 概要
- 出資金 25億6,800万円（2010年8月末現在）
- 職員数 509名（正職員421名、臨時職員88名（2010年9月現在））
- 貯蓄残高 1,549億円（2010年8月末）

## 事業所
本所、吉田支所、王喜支所、小月支所、清末支所、王司支所、長府支所、内日支所、勝山支所、川中支所、吉見支所、ゆたか出張所、幡生支所、彦島支所、安岡支所、菊川町支所、楢崎支所、黒井支所、豊北町支所、田耕支所、神玉支所、角島支所、神田支所、阿川支所、豊田町支所、豊田西支所、豊浦町支所、宇賀支所、東部営農経済支部、西部営農経済支部、菊川営農経済支部、豊浦営農経済支部、豊北営農経済支部、豊田営農経済支部、下関自動車センター、豊北自動車センター、下関在宅ケアセンター、ほっと愛ランド吉見、配送センター、米工房

## 沿革
- 1994年4月 - 豊関農業協同組合設立
- 1994年9月 - 菊川カントリーエレベーター完成
- 1995年3月 - 農用地等集団化事業優績表彰農林水産大臣賞受賞、共同野菜集出荷場竣工式
- 1996年7月 - 下関東部ライスセンター完成
- 1996年9月 - アジア農協振興機関（イダカ）視察研修来組
- 1996年11月 - 豊北町ライスセンター完成
- 1997年1月 - 配送センター完成
- 1997年6月 - アジア農協振興機関（イダカ）視察研修来組
- 1997年9月 - 永田ライスセンター完成（下関）
- 1998年3月 - アジア農協振興機関（イダカ）視察研修来組
- 1999年4月 - 豊浦・豊北・豊田営農経済支部オープン、菊川営農経済支部オープン
- 2000年1月 - 豊浦町支所移転新築オープン
- 2000年7月 - 清末支所移転新築オープン、下関東部営農経済支部・下関西部営農経済支部オープン
- 2000年9月 - 王喜支所オープン
- 2001年2月 - 家の光特別賞受賞
- 2001年9月 - 豊田低温農業倉庫完成
- 2001年10月 - 角島支所オープン
- 2002年5月 - 吉田野菜集出荷場完成
- 2003年2月 - 家の光文化賞受賞
- 2003年4月 - 下関SSオープン（事業運営の外部委託）
- 2004年5月 - 豊田西支所オープン（豊田町管内支所再編）
- 2004年10月 - 韓国農協中央会組合長視察来組
- 2004年12月 - 小日本ふるさと市新店舗オープン
- 2006年2月 - 「JA下関」名称変更、店舗統廃合、長府支所オープン
- 2007年7月 - デイサービスほっと愛ランド開所
- 2009年8月 - JA下関女性部仲間づくり海外交流研修（済州島）
- 2009年11月 - 勝山支所新築オープン
- 2019年4月 - 山口県の他の11の農業協同組合と合併し、山口県農業協同組合となり、法人格消滅。下関農業協同組合とその下部組織は新農協の下関統括本部となった。